# 沖縄県道185号粟国港線
沖縄県道185号粟国港線（おきなわけんどう185ごう あぐにこうせん）は沖縄県島尻郡粟国村東の粟国村役場と浜の粟国港とを結ぶ一般県道。

## 概要

### 区間
- 起点：島尻郡粟国村字東（粟国村役場）
- 終点：島尻郡粟国村字浜（粟国港）
- 総延長：780m（実延長も同じ）

### 通過自治体
- 島尻郡粟国村（粟国島）

### 主要施設
- 粟国村役場（起点）
- 粟国郵便局（粟国村東）
- 粟国港（終点）

## 歴史
- 1953年（昭和28年）に琉球政府道粟国粟国港線として指定（のちに政府道粟国港線に）。1972年（昭和47年）の本土復帰と同時に県道となった。